# Max Rose (politico)
Max Rose (New York, 28 novembre 1986) è un politico statunitense, membro della Camera dei Rappresentanti per lo stato di New York dal 2019 al 2021.

## Biografia
Nato a Brooklyn e cresciuto nel quartiere di Park Slope a New York, Rose prende una laurea triennale in storia alla Wesleyan University. Nel periodo universitario si avvicina alla politica lavorando nello staff di Cory Booker, all'epoca sindaco di Newark. Successivamente prende una laurea magistrale in filosofia e politiche pubbliche alla London School of Economics.
Nel 2010 entra nell'esercito americano nella 1st Armored Division, partecipando alla missione in Afghanistan.
Nel 2018 si candida alle elezioni di mid-term per il seggio della Camera dei Rappresentanti dell'undicesimo distretto di New York, vincendo prima le primarie democratiche con il 65% dei voti e poi le elezioni generali contro il deputato repubblicano uscente Dan Donovan; l'elezione rappresentò una sorpresa in quello che era considerato il distretto più conservatore della città di New York.
Nel 2020 si candidò per un secondo mandato ma venne sfidato dall'avversaria repubblicana Nicole Malliotakis, in quella che divenne fin da subito una campagna elettorale molto competitiva. La Malliotakis ottenne inoltre l'appoggio pubblico di Donald Trump, che attaccò pesantemente Rose, definendolo un "debole" e un "burattino di Nancy Pelosi". Al termine della sfida, Rose risultò sconfitto di misura dalla Malliotakis e lasciò così il Congresso dopo un solo mandato.